# La Côte des Esclaves
Pour les articles homonymes, voir Côte des Esclaves (homonymie).

La Côte des Esclaves est un film documentaire français d'Elio Suhamy réalisé en 1994 pour la chaîne franco-allemande Arte.
Le film décrit l'organisation de la traite des Noirs dans les royaumes du territoire de l'actuelle République du Bénin (la côte des Esclaves) et enquête sur les traces de l'esclavage ancien dans la société béninoise contemporaine.